# Ukrajinska književnost
Ukrajinska književnost je književnost pisana na staroukrajinskom odnosno suvremenom ukrajinskome jeziku.

## Povijest

### Staroukrajinska književnost
Ukrajinci svoju književnost bilježe od stvaranja srednjovjekovne države Kijevske Rusi. Razvoj izvorne literature u Kijevskoj Rusi uglavnom je bio obilježen bogatom narodnom usmenom tradicijom i prijevodima religijskih tekstova. Najznačajniji didaktički rad tog razdoblja je »Propovijed o zakonu i blagodati« (Slovo o zakone i blagodati) iz 1050. godine. Radi se o relativno složenom govoru kojeg je napisao tadašnji vođa Kijevske crkve, Ilarion Kijevski. To se danas uglavnom smatra prvim djelom ukrajinske, ali i ruske te bjeloruske književnosti. U 11. stoljeću pojavila se i priča skupine anonimnih autora koja govori o prvim staroukrajinskim ili staroruskim svecima Borisu i Glebu.
Također značajno djelo istog staroukrajinskog razdoblja je »Povijest minulih godina« (Povest’ vremennykh let) odnosno prva staroukrajinska kronika iz 1113. godine. To djelo govori o povijesti istočnoslavenskih plemena, a napisao ga je svećenik ljetopisac Nestor. Za isti period također je značajno djelo »Pjesma o Igorovom pohodu« (Slovo o polku Igoreve) iz 1185. godine. Djelo u liričnoj odnosno ritmičnoj prozi govori u neuspjelom pohodu kneza Igora protiv jednog nomadskog naroda iz Azije. Godine 1215. napisani su Kijevski Paterici odnosno zbirka priča o monasima u Kijevsko-pečerskoj lavri, inače najstarijem istočnoslavenskom pravoslavnom svetištu. 
Rus'ka pravda (u originalu) ili Kijevska pravda je najstarija zbirka staroukrajinskih zakona. Također je poznata kao Ukrajinska pravda, a u Ukrajini je smatraju prvim ukrajinskim državnim Ustavom. Napisana je na staroukrajinskom jeziku tijekom 11. i 12. stoljeća, a prve odredbe potiču iz 1016. godine za vladavine kijevskog kneza Jaroslava Mudrog. U njoj su sabrane naredbe koje su izdavali tadašnji staroukrajinski kneževi. Rus'ka pravda jedan je od najboljih izvora za proučavanje relativno naprednog društva u ranofeudalnoj Kijevskoj Rusi.

### Polemičko razdoblje do 18. st.

#### Ustav velike kneževine Litve, Rusi (Ukrajine) i Samogitije
Nakon mongolskih napada i povlačenja Zlatne Horde na obale južne Volge, gotovo kompletnim ukrajinskim prostorom (izuzev Krima) zavladala je Velika kneževina Litva. Do stupanja u državnu uniju s Poljskom, Ukrajinci su u toj državi činili oko 80% populacije, Bjelorusi oko 10%, a svega 10% činili su Litavci, Samogiti i ostali narodi. Država je svojim proširenjem na prostore Bjelorusije i Ukrajine sredinom 14. stoljeća prihvatila i pravoslavnu religiju kao službenu. Službeni jezik je također postao staroukrajinski, a godina 1529., 1566. i 1588. prema uzoru na Kijevsku pravdu tiskaju se službeni Ustavi Velike kneževine Litve upravo na staroukrajinskom jeziku. Litavska elita u početku se proglasila i nasljednicom Kijevske Rusi a država je preimenovana u »Veliku kneževinu Litvu, Rus' (Ukrajinu) i Samogitiju«, ali se nakon nekog vremena našla pred opasnošću od gubitka vlasti i autonomije jer se u državi aktivirala brojna obrazovana ukrajinska i bjeloruska populacija. To je bio povod da Litavci razmišljaju o dinastijskoj i državničkoj uniji s Poljskim Kraljevstvom.

#### Razdoblje katoličko-jezuitskog utjecaja
Nakon razdoblja staroukrajinske književnosti u Kijevskoj Rusi, uslijedilo je središnje složeno razdoblje razvoja ukrajinske literature obilježeno poljsko-ukrajinskim tenzijama. Jasni počeci tog razdoblja bilježe se u 16. stoljeću pod sve jačim utjecajem ukrajinskih kozačkih te drugih pravoslavnih društava. To je razdoblje u ukrajinskoj povijesti postalo sinonim za ukrajinsku borbu za neovisnost. Konkretne posljedice te borbe za neovisnost vide se u Ukrajinsko-poljskom ratu između 1648. i 1654. godine. U istom razdoblju Ukrajinci se već više od stoljeća sureću sa snažnim utjecajem katoličke kulture koja među ukrajinskim kozacima nije dobro primljena radi poljskog političkog predznaka. Konačno, iz više razloga, Ukrajinci su službeno prešli na katoličku vjeru u sklopu Brestske crkvene unije 1596. godine što se također odrazilo i na stvaranje novih oblika utjecaja na ukrajinsku literaturu odnosno književnost. Jedan bitan oblik literarne kulture koji je proizašao nakon stvaranja ukrajinske Unijatske Crkve je takozvana polemička literatura pisana na staroukrajinskom i staropoljskom jeziku, ponekad i na crkveno-slavenskom jeziku.
Snažne religiozne i političke polemike susreću se zahvaljujući utjecaju poljskih Jezuita Piotra Skarge i Benedikta Herbesta koji su kritizirali institucionalnu i duhovnu praksu u Pravoslavnim crkvama. Ukrajinska strana u svemu tome nije bila ravnodušna te su i sami vidjeli da okupacija te degradacija Carigrada vodi ka ugrozi opstojnosti Ukrajinske pravoslavne crkve kao budućeg relevantnog čimbenika. Ukrajinci su tada objavili niz zanimljivih literarnih djela, a među utjecajnim osobama posebno se ističu Herasym Smotryckyj, Ipatij Potij, Ivan Vyšenkyj, Meletij Smotryckyj i drugi. Godine 1576. u gradu Ostrohu, u zapadnoj Ukrajini, osnovana je Ostroška akademija. Danas se smatra prvim modernim sveučilištem u cijeloj istočnoj Europi, a ponovo je reformirana 1994. godine. Ključna osoba pri osnivanju Ostroške akademije bio je ukrajinski plemić Konstjantin Vasilj Ostrockij, koji je ujedno zaslužan za tiskanje prve biblije na staroslavenskom jeziku - Ostroška Biblija. U 17. stoljeću osnovana je vodeća znanstveno-obrazovna institucija u istočnom dijelu Europe odnosno Kijevsko-mogiljanska akademija koju je predvodio ukrajinski pravoslavni mitropolit Petro Mogila. Ta je akademija predstavljala ravnopravnog natjecatelja naspram snažnog katoličkog utjecaja koji je pristizao iz Poljske. Poseban doprinos razvoju ukrajinske književnosti toga razdoblja daje pjesnik i filozof Hryhorij Skovoroda.

#### Moderan europski Ustav Pilipa Orlika
Ustav Pilipa Orlika ili prvi moderan Ustav Ukrajine nastao je 1710. godine. Napisao ga je ukrajinski hetman Pilip Orlik pred izgubljenu bitku kod Poltave u kojoj su se sukobile Rusija, Švedska i Ukrajina. Ovaj je ustav napisan na latinskom i staroukrajinskom jeziku i smatra se među prvim modernim ustavima u svijetu. Sastoji se od preambule i 16 članaka koje odražavaju političko-filozofska i pravna razmišljanja barokne Ukrajine. Ovo vrijeme ujedno označava postepeni kraj stečene ukrajinske autonomije i neovisnosti nakon progonstva ukrajinskog hetmana Ivana Mazepe. Ovaj Ustav Ukrajine nikada nije stupio na snagu s obzirom na to da je njegov sadržaj završen u progonstvu.

### Ukrajinska književnost u 19. st.

#### Ukrajinska trojka i nacionalni preporod
Na prijelazu iz 18. u 19. stoljeće teritorij Ukrajine bio je podijeljen između Ruskog Carstva i Austro-Ugarske Monarhije. Restrikcije u sklopu Austro-Ugarske bile su zanemarive u odnosu na one u Ruskom Carstvu s toga je literatura u Zapadnoj Ukrajini sa središtem u gradu Ljvivu bitno utjecala na razvoj suvremene ukrajinske književnosti. Početkom 1830.-ih formira se grupa mladih ukrajinskih književnika iz Galicije s nazivom »Ukrajinska trojka«, u originalu Rus'ka ili Rutenska trojka (riječi Rus' i Ukrajina ovdje su sinonimi). Tu su trojku predvodila tri ugledna intelektualca Markijan Šaškevyč, Jakiv Holovackyj i Ivan Vahylevyč koji su osim književnih postignuća podupirali istraživanje ukrajinske povijesti, kulture i naravno samog jezika. 
Do tada su svi Ukrajinci Zapadne Ukrajine i dalje koristili stari naziv »Rusini« (lat. Ruteni), dok se ostatak ukrajinskog naroda u Ruskom Carstvu imenovao »Malorusima«. Tri intelektualca javno su propagirali tezu da su Rusini (Ukrajinci) iz Galicije, Bukovine i Zakarpatja dio velikog ukrajinskog naroda u Ruskom Carstvu s vlastitim jezikom, kulturom i poviješću. Godine 1836. izlazi njihovo značajno književno djelo odnosno književna kolekcija »Rusalka Dnjistrovka« pisana na govornom ukrajinskom jeziku. Zbog svojih izrazito ukrajinskih istupa Ukrajinska trojka je nailazila na probleme i zabrane u cijeloj Austro-Ugarskoj, no ipak njihov rad bio je dovoljan poticaj da ukrajinski književnici u dva razdvojena imperija počnu sve više surađivati.
Krajem 18. stoljeća posebno značajan barokni pisac u ruskom dijelu Ukrajine postaje Ivan Kotljarevskij, jedan od predvodnika u stvaranju suvremenog ukrajinskog književnog jezika. Kotljarevskij je u ukrajinskoj književnosti posebno značajan zbog svojeg djela Eneida koje je 1798. po prvi puta napisano na ukrajinskom književnom jeziku. Nakon što je završio Teološku školu u Poltavi 1789., započeo je svoj društveni rad kao učitelj te se iznimno približio ukrajinskom narodnom društvu koje je bilo pod manjim utjecajem rusifikacijske politike i sve veće dominacije ruskog jezika u ukrajinskim gradovima. 

#### Romantizam i genij Taras Ševčenko
Ukrajinci u sklopu Ruskog Carstva tijekom 18. i 19. stoljeća bili su pod stalnim pritiskom bez znanstvenog uporišta kako ne postoji ukrajinski jezik već je riječ isključivo o dijalektu »velikog ruskog jezika«. Dio ukrajinskih genijalaca (odgojenih u ukrajinskom kulturnom duhu) u ruskoj književnosti do jedne mjere se počeo miriti s takvom imperijalnom politikom, a među njima se posebno ističu Mikola Gogolj i njegov simpatizer Fjodor Dostojevski koji su porijeklom bili iz Ukrajine, jedan rodom a drugi po ocu. Gogolj (rodom iz Ukrajine) je vodio poseban »vlastiti rat« pošto mu je ruska sredina bila teško prihvatiljiva te u suprotnosti s kulturom razmišljanja kakva se susretala u Ukrajini. No upravo zahvaljujući ukrajinskom načinu promišljanja Gogolj je postao najupečatljiviji odnosno najoriginalniji predstavnik ruske proze u 19. stoljeću. Gogolj je imao izniman utjecaj na rusku književnost kao i na svog sunarodnjaka Dostojevskog te neke druge poznate ruske autore. Takvoj rusifikacijskoj praksi, u kojoj je ruski jezik bio preduvjet za bilo kakav rad i eventualni uspjeh, snažno su se oduprijela dva velika ukrajinska književnika Taras Ševčenko i Pantelejmon Kuliš. Njihov rad nije samo usavršio ukrajinsku književnost već je bio ključan oslonac u formiranju neovisnog ukrajinskog nacionalnog ideniteta.
Taras Ševčenko autor je značajnog djela Kobzar, zbirke ukrajinskih pjesama tiskanih 1840. u Sankt Peterburgu. Uz patriotsku povijesnu tematiku, jedan od naslova u toj zbirci pjesama dotaknuo se i slobodne uporabe ukrajinskog jezika i literature te generalno ukrajinskog nacionalnog oslobođenja. Nakon gotovo dvije stotine godina snažne rusifikacijske politike koja je uključivala različite oblike zabrana te izrazitu antiukrajinsku propagandu, njegovo srčano djelo je doživljeno kao djelo ukrajinskog proroka koji je predvidio propast Ruskog Carstva i oslobođenje ukrajinskog naroda od tiranije. Nakon svojih proukrajinskih postupaka, Ševčenko je s ostalim istomišljenicima uhićen i pritvoren. Potom je unovačen u vojsku i na deset godina prognan u Orenburg duboko u unutrašnjost Ruskog Carstva. Ruski car Nikolaj I. bio je svjestan Ševčenkove snage u pisanoj ili slikanoj riječi te je izričući mu kaznu napisao: »Držati pod strogim nadzorom, sa zabranom pisanja i slikanja!«. Ševčenko je također djelovao u sklopu tajnog proukrajinskog društva Ćirilo-Metodskog bratstva osnovanog 1845. godine na inicijativu ukrajinskog intelektualca Mikole Kostomarova. U isto vrijeme među prvim jačim žesnkim piscima posebno se istaknula Maria Vilinska pod svojim pseudonimom Marko Vovčuk.

#### Populistički pisci i realizam
Populistički ideali koji su do izražaja došli nakon Krimskog rata i vladavine cara Aleksnadra II., utjecali su i na stvaranje ukrajinske literature, posebno u drugoj polovici 19. stoljeća. Glavne odrednice ukrajinskog populizma bile su federalne ideje, emancipacija seljaštva i priznanje kulturnih različitosti ukrajinskog naroda. Za isto razdoblje posebno je karakteristično istrživanje slavne kozačke povijesti prepune junaštva, jednakosti i bratstva. Slične ideje su se pronalazile i u djelima Tarasa Ševčenka te drugih ukrajinofila na koje su u jednoj mjeri utjecale utopijske ideje zapadnoeuropskih socijalista.
Do kraja 1870.-ih dva su ukrajinska pisca Ivan Nečuj-Levickij i Panas Myrnyj napisala nekoliko vrijednih književnih djela od kojih je zapadnoukrajinski pisac Ivan Franko napravio vlastitu književnu debatu. Usprkos zabrani ukrajinskog jezika, ukrajinska literatura formirala je vlastiti pravac do 1880.-ih. U ovom razdoblju posebno se ističu socijalno-politička pitanja, znanstvena istraživanja, pitanja aktivnosti intelektualca, prava žena i ostale teme. Tada su između ostalih poznati pisci poput Oleksandra Konyskog, Borisa Hriščenka i Mihajla Starickog. Razdoblje realizma u sklopu čega je bio zabranjen ukrajinski jezik nije zaustavilo ideje ukrajinskih pisaca koji su se posebno iskazali u pisanju dramskih djela, i na taj su način odašiljali svoje poruke narodu. Ovdje se ističu Marko Kropyvnyckyj i Ivan Karpenko-Karyj.
U istom razdoblju značajni zapadnoukrajinski pisci podrazumijevaju osobe poput Ivana Franka, Mihajla Pavlyka, Osypa Makoveja i drugih. Ivan Franko uz Tarasa Ševčenka spada među najpriznatije ukrajinske pisce te se smatra jednim od začetnika ukrajinskog radikalizma. Ivan Franko bio je poznati srednjoeuropski pisac te je često surađivao s mnogim europskim uglednicima, uključujući i hrvatskog jezikoslovca Vatroslava Jagića kod kojeg je doktorirao.

#### Modernizam na prijelazu s 19. na 20. st.
Prema kraju 19. stoljeća dominirajući ukrajinski realizam pružao je sve veći prostor ukrajinskom modernizmu. Neki od pisaca nisu više težili prirodnom preslikavanju realnosti već su izabrali impersionistički model. Posebno atraktivne postaju kratke priče, u dramama se proučavaju psihološki sukobi, osjećaji i iskustva pojedinaca. Poezija je u jednoj mjeri odbacila realističku orijentaciju na korist simbolizma, otvoren je prostor za fascinaciju oblika.
Djela pisca Mihajla Kocjubinskog označavaju probrazbu i prijelaz iz realizma u modernizam. Pjesnikinja Olha Kobiljanska predstavljala je neoromantizam koji se posebno zanimao bogatim ukrajinskim folklorom. Ovdje su stvorena izvanredna književna djela koja uključuju i ona od Lesje Ukrajinke (pseudonim za Larisu Kosač-Kvitku) poput djela »Šumska pjesma« napisanog 1911. godine. Možda najveći majstor kratkih impresionističkih priča bio je Vasylj Stefanyk. Poznati novelist i dramaturg bio je Volodymyr Vynnyčenko koji se posebno interesirao u ljudska psihološka iskustva te moralnost inteligencije.

### Ukrajinska književnost u 20. st.

#### Razdoblje 1920-ih
Nakon pada Ukrajinske Narodne Republike, 1920-ih se oblikovala zanimljiva ukrajinska književna pozornica. To je razdoblje obilježila poljska vlast i poslije sovjetska vlast. Ukrajinsko se pjesništvo i proza podijelilo na nekoliko grana:
1. pjesništvo i proza Istočne Ukrajine ili Velike Ukrajine, koju je nadzirao boljševički režim

2. pjesništvo i proza pod poljskim protektoratom

3. pjesništvo i proza ukrajinske emigracije

##### Istočnoukrajinska književnost
Na ovu je skupinu uvelike utjecala ideologija vladajuće sovjetske vlasti, koja je zahtijevala optizimizam "u ritmu koračnice"; takva je književnost nešto kasnije dobila oznaku socijalistički realizam.
Najznačajniji predstavnik prve skupine je Pavlo Tyčyna, čiji je pjesnički izraz vrhunac ukrajinskog književnog izričaja u 20. stoljeću.
Ovoj skupini pripada još jedna središnja osoba ukrajinske književnosti 20. stoljeća, Maksym Ryljski, čije je pjesništvo estetski obilježila ideja preklapanja intelekta i kulture. Od ostalih značajnih pjesnika iz ovog razdoblja, valja navesti Mykolu Bažana, Evgena Plyžnyka i Volodymyra Sosjuru. Kod svih je ivih pjesnika bilo značajno obilježje romantičnosti i motiv "podvojene duše".
Od 1925. do 1928. djeluje udruženje ukrajinskih pisaca pod nazivom »Vaplite« (Slobodna akademija proletarijatske literature) sa svojim središtem u Harkivu. Ovdje su posebno aktivni pisci ukrajinske kulturne renesanse poput Mikole Hvylovog, Mikole Kuliša, Maika Yohansena i već spomenutog Pavla Tyčyne.

##### Zapadnoukrajinska književnost
Djelovala je na području Galicije. Za razvitak ove književnosti su značajni osnutak i djelovanje književnih skupina Logos i Lystopad. Ideološki je značajno što su te skupine ujedinile dvije struje u ukrajinskoj književnosti na tom području, kršćansku i nacionalnu. 
Iz ove skupine dolazi veliko ime Bogdan Igor Antonyč.

##### Ukrajinska emigrantska književnost
Književnici iz ove skupine su formirali pojavu koja je kasnije dobila naziv Praška škola. Pripadnici su bili Jurij Daragan, Jurij Lypa, Evgen Malanjuk, Oleg Oljžyč i Olena Telyga te ostali. Pogled na svijet koju je imala ova skupina je bila povijesno-filozofska. Oblikovala ju je okrutna zbilja: ti su ljudi izgubili bitku za neovisnot njihove domovine i silom neprilika su se našli u tuđoj zemlji. Lajtmotiv ove grane su nadnaravno, nemir, oživljavanje simbola pretkršćanske Rusije te jedno protuslovlje - proklinju domovinu, a u isto vrijeme se snažno vjeruje u to da će domovina uskrsnuti.
Iz ove grane dolazi i književna skupina Slovo. Nju je obilježilo što je bila dijelom emigracije koja se već definirala kao trajna. Djelovala je u SAD-u, u New Yorku. Bila je modernistička na američki i zapadnoeuropski način. Pripadnici su joj bili Emma Andijevska, Bogdan Rubčak, Jurij Tanavsjky, Vira Vovk (Vira Ostapivna Seljanska) i ini.

#### Poslije Drugog svjetskog rata
Značajna je pojava književničke skupine koju se poslije nazvalo Šistdesjatniki. Pripadnici su joj Ivan Drač, Lina Kostenko, Dmytro Pavlyčko, Vasylj Symonenko i Mykola Vingranovsky . Njihov je rad obojilo načelo "protuotpora sustavu i osobne odgovornosti za riječi i za postupke." Ovo je djelovanje pridonijelo nastanku disidentskog pjesništva Ihora Kalinca i Vasylja Stusa.
Ukrajinsku je književnost 1960-ih obilježio mali preporod. No, sovjetski je režim nakon desetljetnih prijašnjih kočenja i zatiranja ukrajinskog stvarateljstva, opet napravio udar na ukrajinsku književnost, uništavajući taj preporod. Tako je u socrealizmu upala u stagnaciju, doslovno preživljavajući. Ipak, tih se godina u ukrajinskoj književnosti pojavljuje jedno veliko ime, Marija Matios.1980-ih se ukrajinska književnost oslobađa te sve otvorenije progovara o traumama svog naroda, postižući zamah koji sovjetski režim više nikad nije uspio zaustaviti.
Krajem 1980-ih i početkom 1990-ih se pojavio novi ukrajinski književnički val koji je doživio ukrajinsko osamostaljenje i slobodu. Poznato je nekoliko književnih skupina iz tog razdoblja: Bu-Ba-Bu, Lugosad, Propala gramota i ine.

## Poznati ukrajinski pisci
- Jurij Andruhovič
- Andrij Kurkov[79]
- Oksana Zabužko
- Ljubov Sirota
- Ihor Pavljuk
- Jurij Pokalčuk
- Ljudmyla Skryda
- Marija Matios

## Povezane zanimljivosti
- Kijevski listići su jedan od najstarijih glagoljaških zapisa očuvan do danas. To je fragment sakramentara sačuvan na 7 listova, podrijetlom s kraja 9. ili početka 10. stoljeća. Svojevrsni obrednik ili prenosivi misal u listićima čuva se u Kijevu u Ukrajini. Prva stranica listića vjerojatno je pisana kasnije, u 12. stoljeću, i to pomlađenim starohrvatskim jezikom i pismom. Na tom listu nalazi se najstarija nama poznata molitva Blaženoj djevici Mariji pisana hrvatskim jezikom. Radi se o hrvatskoj molitvi Mariji staroj 800 godina.[80][81]